# بیوفوتونیک
اصطلاح بیوفوتونیک (به انگلیسی: Biophotonics) ترکیبی از زیست‌شناسی و فوتونیک را نشان می‌دهد که در معناعبارت است از مطالعه فناوری برهم‌کنش نور با سامانه‌های آلی، که می‌تواند شامل تابش، آشکارسازی، جذب و شکست باریکهٔ نوری به وسیلهٔ مواد آلی باشد. در این فناوری از روش‌های نوری بر روی مسائل زیست‌شناسی و مهندسی پزشکی استفاده می‌شود.
ظهور علم و فناوری در قرن جدید توسعهٔ لیزرهای متعددی را فراهم آورده است؛ که کاربردهای بسیاری در زمینه اپتیک غیرخطی فتونیک و بیوفتونیک دارد، همچنین توسعهٔ میکروسکوپ‌های‌الکترونیکی با قدرت تشخیص بالا، مطالعهٔ مواد را در ابعاد میکرو و نانو میسر ساخته است.
لیزرها به عنوان ابزاری در رشته زیست‌شناسی استفاده می‌شوند که به عنوان اندازه‌گیری حرکت ذرات میکروسکوپیک مورد استفاده قرار می‌گیرد. تویزرهای نوری ابزاری هستند که از نور به عنوان وسیله‌ای برای دست کاری اجسام در حد میکروسکوپیک استفاده می‌کنند. فشار تابشی از طریق لیزر به گونه‌ای است که نیروهای جاذب و دافع ایجاد شده به اندازهٔ کافی برای گیر انداختن ذرات کوچک را فراهم می‌کند. در علم زیست‌شناسی از این ابزار جهت اندازه‌گیری جابجایی‌هایی در حد نانومتر استفاده می‌شود.
تویزرهای‌اپتیکی به عنوان ابزاری که خواص مکانیکی غشاها را اندازه‌گیری می‌کند مورد استفاده قرار می‌گیرد. الف) به عنوان ابزاری که دی ان ای (DNA) به داخل سلول‌های متفاوت وارد می‌کند ب) به عنوان ابزار اندازه‌گیری‌کننده که می‌تواند جابه جایی سلولی را اندازه‌گیری کند. ج) برای مشخص کردن ساختارهای مولکولی زیستی د) به منظور اندازه‌گیری مولکول دی ان ای.
تویزرهای اپتیکی همچنین برای آشکارسازی تراکم‌های آنتی‌ژنی در سطح فمتو مورد استفاده قرار می‌گیرند.
لیزر فمتو ثانیه به دلیل یکپارچگی قدرتمند و توانمندی ساخت، مورد توجه فراوان بوده است. کارهایی از قبیل برس جادوی در ابعاد نانو و میکرو، مجموعه از دستگاه‌های چند منظوره در ابعاد میکرو از قبیل میکرو اپتیک، میکرو سیال، میکرو مکانیک، میکرو الکتریک و غیره. می‌تواند ساخته و به‌طور مستقیم به داخل یک قطعهٔ شیشه‌ای با استفاده از لیزر فمتو ثانیه قرار داده شود که در اینجا لیزر فمتو ثانیه را برای مصارف بیو فتونیک مورد استفاده قرار داده‌ایم.
ریز ساخت لیزر فمتو ثانیه قابلیت‌های منحصربه‌فردی در یکپارچه‌سازی ۳ بُعدی و ساخت دستگاه‌های در حد میکرو دارد. ابتدا یکپارچگی لیزر فمتو ثانیه بر روی دستگاه‌های الکترو اپتیکی و سیال‌های با ابعاد کوچک برای مصارف بیوفتونیک مورد مطالعه قرار می‌گیرد.
الف) کاربرد لیزر فمتو ثانیه در بیوفتونیک
یکپارچگی اپتو سیال در شیشه با پیکر بندی ۳ بعدی توسط لیزر فمتو ثانیه ساخته شده است مسئله مهم برای ساخت لیزر ۳ بعدی این است که کیفیت محوری همیشه بدتر از کیفیت‌های جانبی به دلیل شکل بیضوی محل ایجاد شده توسط لنز واحد است. برای فائق آمدن بر این مشکل ما دو روش را پیشنهاد می‌دهیم به‌علاوه ما نتها اجزای ۳ بعدی میکرو سیال را شناسایی کرده‌ایم بلکه همچنین میکرو اپتیک ۳ بعدی می‌تواند درون شیشه ساخته شود برای تشکیل یک حفره صفحه‌ای درون شیشه ما از میکرو اینه‌های ۳ بعدی استفاده کرده‌ایم که می‌تواند نور را به کمک انعکاس داخلی منعکس نماید. همچنین ساختار میکرو اپتیک با صفحات تخت، میکرو لنزها با صفحات انحنا دار در این روش به وجود آمده است میکرو لنزها می‌توانند المان‌های مهمی برای مصارف بیو سنسور باشند، به عنوان موازی ساز متمرکزکننده و المان تصویر برداری عمل می‌کند.
فتونیک و میکرو سیال ۳ بعدی را بر روی یک تراشه شیشه‌ای بکار می‌بریم برای مثال لیزر میکرو سیال به عنوان منبع نور برای تحلیل اپتیکی از قبیل آشکارسازی و اسپکتروسکوپی استفاده کرده‌ایم. شکل زیر نمای فوقانی لیزر میکرو سیال را که مرکب از ۴ اینه افقی درون شیشه و یک اتاقک عمودی میکرو سیال جاسازی شده زیر صفحه شیشه‌ای ویک کانال ازوسط اتاقک تشکیل شده است شکل ب یک نمای از کنار لیزر میکرو سیال را نشان می‌دهد. حفره نوری از جفت اینه‌های گوشه تشکیل می‌شود که هر یک تو سط دو میکرو اینه در سمت چپ و راست تشکیل شده است. نور از طریق انعکاس داخلی به طرف عقب و جلو حرکت می‌کند. عمل لیزینگ در صورتی‌که میکرو اتا قک‌ها با مادهٔ رنگی Rh6G می‌تواند اتفاق بی افتد. و به دنبال ان از یک لیزر NdYAG برای پمپ استفاده می‌شود همچنین از فیبر نوری در تراشهٔ شیشه‌ای استفاده شده است که به درون مدار میکرو سیال برای مسائل بیو فتونیک استفاده شده در شکل د نمای ۳ بعدی از کل ساختار، یک بیو سنسور مرکب از ۲ عدد فیبر جدا شده توسط یک حغره ساخته شده بر روی یک تراشه شیشه‌ای نمایش می‌دهد شکل E تصویر بخشی از میکرو ساختار ساخته شده شامل فیبر و حفره روی سطح شیشه‌ای را نشان می‌دهد به منظور خروج نور از فیبر اول بایستی ان را به فیبر دوم جفت نمود لیزر هلیوم نئون به داخل فیبر اول فرستاده می‌شود و شکل نهایی پراکندگی نور از حفره و خروج نور از فیبر دوم را نشان می‌دهد
ما بتازگی موفق شده‌ایم که موج بر نوری میکرو سیال را بر روی یک تراشه شیشه‌ای به وسیلهٔ لیزر فمتو ثا نیه به وجود آوریم مایع با ضریب شکست متفاوت در داخل یک کانال قرار داده مشود و توسط کنترل کردن ضریب شکست مایع موج بر تک مد یا چند مد حاصل شده است.
یکپارچگی الکترو اپتیک با لیزر پالسی فمتو ثانیه:
میکرو سیستم‌های فعال و هزینه پایین چند منظوره از قبیل فتونیک و ریزسیال با استفاده از لیزر پالسی فمتو ثانیه ضروری است. در این مرحله المان‌های میکرو الکتریک را در داخل دی الکتریک‌های با لیزر پالسی فمتو ثانیه نشان داده شده است. در این حالت از فلزات خاصی که بر روی صفحه عایق با استفاده از لیزر فمتو ثانیه بکار رفته‌استفاده شده است و همچنین از صفحات مسی خاصی استفاده شده است. خصوصیات‌های میکرو ساختاری مس‌ها می‌تواند با استفاده از تنظیم پارامترهای لیزر و صفحات مسی بد ست اید. از موج برهای دو خطی و میکرو الکترودها در کریستال LiNbO_3 با مدول ساز Y با استفاده از لیزر فمتو ثانیه ساخته شده است. هندسهی میکرو الکترودها از قابلیت انعطاف بالای برخوردار است و بنابراین توزیع میدان الکتریکی درون کریستال قابل تشخیص است. شبیه‌سازی‌های عددی نشان می‌دهد که توپگرافی الکترودها در برهم پوشانی الکترو اپتیکی و ولتاژ نیم موج نقش مهمی دارد. همبستگی الکترونیکی در ساخت سریع میکرودستگاه‌ها بهم پیوسته مفید خواهد بود.
ب) نقطه کوانتومی:
نقطه کوانتومی کریستالست با قطر بین ۱۰ الی ۱۰۰ انگستروم. به دلیل کوچک بودن آن‌ها الکترون‌ها و حفرها دارای محدودیت کوانتومی بوده که این امر خواص نوری مواد را بهبود می‌بخشد. نقطه کوانتومی دارای بازده بسیار پایین (کمتر از ۲۰٪) و ساختار نانو اسکوپیک بین ناحیه سطحی و حجمی بسیار بالا است و بنابراین پیوندهای سطحی حفرهٔ در پروسه تابش از خود نشان می‌دهد که موجب زیر ترازهای انرژی افزایش باند تابش نقاط کوانتمی وتلفات انرژی می‌شود به‌علاوه نانو کرسیتال‌ها ی که تابش آن‌ها در ناحیه مشهود است معمولاً از کادمیوم ساخته شده است که موجب مظر بودن برای محیط زیست است اگر اتم‌ها از نقاط کوانتومی جدا شوند. این دو مسئله را به وسیلهٔ پوشش نتاقط کوانتومی با مواد ساکن و پایدار مانند سیلیکا بر طرف کرده‌ایم طیف مشهود رنگ‌های قرمز تا بنفش را دربردارد. نقاط کوانتومی به منظور استحکام پروتین‌های خاصی مورد استفاده قرار می‌گیرند. برای این‌گونه مصارف بایستی طول موج‌های ناحیه ماورا بنفش تا محدوده قابل مشاهده از مصارف بازرگانی در ابعاد ۱۰۰۰ نانومتر را کنترل نمود. ساختارهای سلولی با رنگ‌های متعددی مشخص می‌شوند در شکل پایین خانوادهٔ از نیمه رساناها CdE=S,Se,Te برای این‌گونه مصارف مفید هستند در میان کاربردهای متعدد نقاط کوانتمی در اینجا ما کاربرد نقطه کوانتومی به عنوان فلورسان برای میکروسکوپی نوری در بیوفتونیک را توضیح خواهیم داد.
دلیل اصلی برای استفاده از نتاط کوانتومی به عنوان فلور سانس این است که هیچ گونه ضایعه نوری دیده نشده است در مواد رنگی الی قدیمی این اثر از مقدار ثانیه تا یک دقیقه بسته به شدت منبع نوری مشاهده می‌شد. نمونه‌های مورد بحث را در حضور و غیاب میکروسکوپ نوری مورد مطالعه قرار داده‌ایم به‌علاوه غیاب ضایعه نوری نقطعه کوانتومی همچنین مزایای مهم دیگری دارد. تحریک دو ماده رنگی متفاوت نیاز به دو منبع لیزر متفاوت دارد در یک حالت خاص از نقطه کوانتومی نوار تحریک از یک حالت به حالت دیگری‌گذار انجام می‌دهد بدین معنی که منبع محرک نقاط کوانتومی متفاوت را در یک زمان تحریک می‌کند. نمونه‌های کوانتومی کلوئیدی تولیده شده در UNICAMP , از یک منبع نوری ما ورابنفش به عنوان میکروسکوپ فلوروسانس استفاده می‌کند.
[[پرونده:|thumb|400px|center|شکل۴-خانواده نیمه رسانا CdE = S, SeوTe
نمونه‌های ایجادشده نقاط کوانتومی در]]
ج) کاربرد لیزر در جراحی چشم
لیزر جوش دهنده روش جدیدی در جراحی چشم است؛ که در این روش از برهم کنش نور لیزر با مؤلفه‌های اصلی سلول‌های خارجی صورت می‌پذیرد مزیت جوش در مقایسه با بخیه زدن و جراحی به کمک چاقوی جراحی درکاهش مدت زمان عمل جراحی، عفونت کمتر و بهبود سریعتر و افزایش سرعت ترمیم بافت‌ها است، در این روش از لیزر دیودی مادون قرمز استفاده می‌شود که نور لیزر به صورت پیوسته یا پالسی انتقال می‌یابد بنابراین دو روش متفاوت که برای عمل قرنیه چشم بکار می‌رود که شکل زیر قرنیه چشم پیوند داده شده را نشان می‌دهد. لیزر دیودی جوش دهنده برای بخیه قرنیه استفاده شده است.

## روش عمل بخیه با استفاده از لیزر
به لیزر دیودی توان پایین مورد استفاده قرار می‌گیرد که می‌تواند نور با طول موج ۸۰۰ نانومتر را جذب کند. یک محلول رنگی به منظور بالا بردن جذب نور به طول موج ۸۱۰ نانومتر بکار گرفته شده است روش‌های معرفی شده برای جوش و ترمیم قرنیه چشم بهبود یافته‌اند زمانی که بافتی تحت تابش با طول موج ۸۱۰ نانومتر قرار می‌گیرد نتیجه یک جوش متمرکز و لخته فوری خواهد شد در حالت توان بسیار پایین لیزر عمل مطمئن تری نسبت به زمانی که نور مستقیماً توسط یک بافت جذب می‌شود رخ می‌دهد در کنار تابش‌های متفاوت لیزر ما دو نوع لیزر را معرفی کرده‌ایم بهترین شرط تابش به نوع عمل و نوع بافت که مورد جوش قرار می‌گیرد بستگی دارد.
علاوه بر امکان تابش متفاوت نور لیزر ما دو نوع لیزر جوش دهنده را معرفی کردا یم بهترین شرایط تابش به نوع معالجه و نوع بافت جوش داده شده بستگی خواهد داشت ابتدا روش مبتنی بر لیزر جوش دهنده با نور پیوسته را بررسی می‌کنیم. تابش لیزر دیودی پیوسته مورد استفاده قرار می‌گیرد برای جوش قرنیه‌های که زخمی هستند در مقایسه با روش‌های قدیمی تر بهتر است روش جراحی همچنین تجزیه و تحلیل میکروسکوپی در این حالت بررسی می‌شود

## کاربرد لیزر پیوسته در پیوند قرنیه
در این روش ابتدا به کمک مته قرنیه بیمار را به قطر ۸٫۲۵ میلی‌متر جدا می‌کنیم سپس لیزر جوش دهنده اطراف پیوند قرنیه‌ای در جایگزینی بخیه مورد استفاده قرار می‌دهیم برای رسیدن به این منظور از محلول کرومو فر در محل زخم قرنیه استفاده می‌کنیم و سعی مکنیم که جلوی خراش بیشتر را بگیریم یک حفره هوا را در داخل یک اتاقک قبل از استفاده از محلول وارد می‌کنیم. بعد از چند دقیقه استفاده محلول را با اب فراوان می‌شویم دیواره‌های لکه دار به رنگ سبز دیده می‌شود در پایان کل طول زخم را در معرض لیزر قرار می‌دهیم معمولاً توان لیزر ۱۳ وات بر سانتی‌متر مربع است که انرژی لیزر از طریق یک فیبر به قطر ۳۰۰ میکرون به داخل قرنیه چشم فرستاده می‌شود در خلال عمل تا بش بایستی نوک فیبر را در فاصلهٔ ۱ میلی‌متری قرار دهیم تحت زاویه ۲۰–۳۰ درجه نسبت به سطح قرنیه. این فیبر باعث می‌شود تابش به صوت همگن به تمام نواحی زخم برسد و از تابش عمیق‌تر جلوگیری کند. نوک فیبر را ره طور پیوسته در امتداد بافتی که قرار است جوش بخورد حرکت می‌دهیم مدت زمان تابش لیزر ۱۲۰ ثانیه برای طول زخمی ۲۵ میلی‌متری است. این روش روی ۳۷ نفر به‌طور مو فقیت آمیز انجام شده است.
هر چه تعداد بخیه کمتر باشد واکنش‌های بدن در برابر نور کاهش می‌یابد؛ بنابراین پروسهٔ درمان بهبود می‌یابد. کاربرد دیگر این نوع لیزر زمینه لاملار است. این روش را برای بیمارانی که دچار مشکل لاکومای قرنیه‌ای بودن بکار برده‌ایم.
لیزر فمتو ثانیه با ضخامت ۳۰۰ میکرون و قطر ۸٫۵ میلی‌متر استفاده شده است یک تخت گیرنده با سایز یکسانی در قرنیه بیمار قرار داده شده به منظور اینکه جراحت‌های قرنیه را بر طرف کند. بخیه دهنده هم به منظور بخیه زدن با نو لیزر بدون استفاده از مواد بخیه زننده مورد استفاده قرار داده شده است. در این مرحله نور لیزر به داخل بافت فرستاده می‌شود.

## کاربرد لیزر دیودی پالسی
لیزر دیودی پالسی را برای جوش دادن روی سطح قرنیه گیرنده استفاده می‌کنیم مزیت این روش در کاهش خطر بازشدگی بخیه پس از عمل جراحی است می‌توان گفت که لیزر جوش دهنده تنها روش مطمئن برای بخیه زدن قرنیه است.
لیزر فمتو ثانیه با ضخامت ۱۰۰ میکرون و قطر ۹ میلی‌متر بکار رفته است.

## کاربرد لیزر فمتو ثانیه در ترمیم بافت‌ها
اولین کاربرد لیزر فمتو ثانیه در تشخیص زیر سلولی کرومزون‌ها است. سلول‌ها به صورت فعال از طریق شبکهٔ فیبری کنترل می‌شوند که نیروهای از خارج سلول به داخل سلول هدایت می‌کنند فهم مکانیزم مولکولی این گونه رفتارها به بینش حرکت سلولی وابسته است. لیزر فمتو ثانیه می‌تواند بدون برهم زدن ساختار سلولی از طریق یک فیبر نور را بداخل بفرستد
فرسایش و توانمندی از تصویر برداری لیزرهای فمتو ثانیه در بافت مغزی موش‌ها بکار گرفته شده است. بر اساس ازمایش‌های انجام شذه در سال ۱۹۹۸ سرعت فرسایش، ریخت‌شناسی و آستانهی جراحی بافت‌های مغزی تعیین گردید آزمایش دیگری بر اساس لیزر فمتو ثانیه در جراحی و تصویر برداری موش انجام گرفت. تصویر برداری به صورت عادی توسط عمق ۱۰۰ میکرو متر محدود شده‌اند. در حالی که بافت‌های عمیق‌تر قابل دسترسی بوده‌اند. با استفاده از لیزر فمتو ثانیه کل ستون عصبی با کیفیت بالا قابل مشاهده است.
سیاه رگ‌های فرسوده شده با لیزر پالسی منجر به شکل‌های متفاوتی از شکل‌های تخریب می‌شوند که می‌تواند قابل تحریک باشد. لیزرهای پالسی با انرژی بالا پارگی و خون‌ریزی رگی را موجب می‌شود. پالس‌های با انرژی کم نشست پلازما و سلول‌های خون مرده را به وجود می‌آورد.

## نتیجه‌گیری
کاربردهای مختلف انواع لیزر را در بیوفتونیک معرفی کرده‌ایم. ابتدا کاربرد لیزر فمتو ثانیه در یکپارچه‌سازی ساخت دستگاه‌های میکرو را بررسی نمودیم با افزایش تعداد میکرو المان‌ها به وجود آمده در یک زیر لایه موفق شدیم روشی را با کمک لیزر فمتو ثانیه معرفی نمایم که کاربرد فراوانی در بیوفتونیک دارد.
کاربرد دیگری از لیزر نقطه کوانتومی را در لیزر کوانتومی بررسی کردیمدر این حالت نیمه رسانای نقطه کوانتومی در برابر نور قرار داده شده و نمونهٔ از تویزر اپتیکی را بررسی نمودیم.
در ادامه فرسایش لیزر فمتو ثانیه در پروسهٔ جراحی را مورد مطالعه قرار دادیم از جمله جراحی چشم به عنوان نمونه بافت سلولی بررسی نمودیم.